# Pepłowo (powiat mławski)
Pepłowo – wieś sołecka w Polsce, położona w województwie mazowieckim, w powiecie mławskim, w gminie Wieczfnia Kościelna.
| SIMC    | Nazwa    | Rodzaj    |
| ------- | -------- | --------- |
| 0128964 | Pepłówek | część wsi |

W latach 1975–1998 miejscowość należała administracyjnie do województwa ciechanowskiego.